# Kunst- und Kulturpreis der Stadt Luzern
Der Kunst- und Kulturpreis der Stadt Luzern ist eine Auszeichnung, die von der Stadt Luzern für ausserordentliches Wirken im Bereich der Kunst und Kultur verliehen wird. Die seit 1955 jährlich vergebene Auszeichnung ist mit 25'000 Franken dotiert. Über die Vergabe entscheidet der Stadtrat aufgrund der Vorschläge der mit externen Fachleuten besetzten städtischen Kunstpreis-Kommission. Zusätzlich werden mit je 10'000 Franken dotierte Anerkennungspreise vergeben.

## Preisträger
2024
- Kunst- und Kulturpreis: Valentin Groebner, Kulturwissenschaftler
- Anerkennungspreis Jadwiga Kowalska, Animationsfilmerin
- Anerkennungspreis Brigade Brut, Performance-Wrestling-Gruppe

2023
- Kunst- und Kulturpreis: Rolf Winnewisser, Bildender Künstler
- Anerkennungspreis Martina Clavadetscher, Autorin und Dramatikerin
- Anerkennungspreis Manuel Troller, Gitarrist und Komponist

2022
- Kunst- und Kulturpreis: Kathleen McNurney, Tanz
- Anerkennungspreis Corina Schwingruber Ilić und Nikola Ilić, Filmschaffende
- Anerkennungspreis Christoph Fellmann, Autor und Theatermacher

2021
- Kunst- und Kulturpreis: Beat Bieri, Dokumentarfilmer
- Anerkennungspreis: Nina Steinemann, Bühnenbildnerin, Kostümbildnerin, Puppenbauerin, Requisiteurin, Schauspielerin und Künstlerin
- Anerkennungspreis: Christoph Fischer, Zeichner und Illustrator

2020
- Kunst- und Kulturpreis: Marc Unternährer, Musiker, Veranstalter, Kulturvermittler
- Anerkennungspreis: I-Fen Lin, Tänzerin, Choreographin
- Anerkennungspreis: Anita Zumbühl, Künstlerin

2019
- Kunst- und Kulturpreis: Christina Viragh, Autorin, Übersetzerin
- Anerkennungspreis: Patric Gehrig, Schauspieler
- Anerkennungspreis: Isa Wiss, Sängerin, Performerin, Improvisatorin

2018
- Kunst- und Kulturpreis: Urban Mäder, Musiker, Komponist, Veranstalter, Dozent
- Anerkennungspreis: Catherine Huth, Künstlerin, Kulturvermittlerin, Veranstalterin, Projektleiterin
- Anerkennungspreis: Martin Gössi, Punkmusiker, Veranstalter, Plakatmacher/Illustrator

2017
- Kunst- und Kulturpreis: Peter Roesch, Künstler
- Anerkennungspreis: Christov Rolla, Musiker
- Anerkennungspreis: Ute Birgi-Knellessen, Übersetzerin

2016
- Kunst- und Kulturpreis: Daniele Marques, Architekt, Luzern
- Anerkennungspreis: Peter Leimgruber, Kulturvermittler, Leiter Stattkino
- Anerkennungspreis: Katharina Lanfranconi, Lyrikerin, Luzern

2015
- Kunst- und Kulturpreis: Gerhard Pawlica, Cellist und Musikvermittler
- Anerkennungspreis: Nina Langensand, darstellende Künstlerin, Luzern
- Anerkennungspreis: Spider Koloszar Valerie alias Pink, Singer-Songwriterin, Luzern
- Anerkennungspreis: Ursula Brunner, Filmemacherin, Luzern

2014
- Kunst- und Kulturpreis: Pia Fries, Malerin, Düsseldorf/München
- Anerkennungspreis: Christoph Schwyzer, Schriftsteller, Luzern

- Anerkennungspreis: Quart Verlag Luzern / Heinz Wirz

2013
- Kunst- und Kulturpreis: Albin Brun, Musiker, Luzern
- Anerkennungspreis: Santiago Rogado Giacomo, Künstler, Luzern/Berlin
- Anerkennungspreis: Barbara Anderhub / Pia Fassbind, Ko-Leiterinnen Kleintheater Luzern (bis Sommer 2014)

2012
- Kunst- und Kulturpreis: Otti Gmür, Publizist, Architekt und Dozent, Luzern
- Anerkennungspreis: Radio 3fach, Luzern
- Anerkennungspreis: Christoph Erb, Musiker, Luzern

2011
- Kunst- und Kulturpreis: Matthias Burki, Kulturvermittler und Verleger, Luzern
- Anerkennungspreis: Roland Neyerlin, Philosoph, Luzern
- Anerkennungspreis: Alpineum Produzentengalerie, Luzern

2010
- Kunst- und Kulturpreis: Urs Lüthi, Künstler, München/Kassel
- Anerkennungspreis: Hanspeter Pfammatter, Musiker, Luzern
- Anerkennungspreis: Duo OHNE ROLF – Jonas Anderhub und Christof Wolfisberg, Plakatkommunikation, Luzern

2009
- Kunst- und Kulturpreis: Wolfgang Sieber, Organist, Komponist, Luzern/Kastanienbaum
- Anerkennungspreis: Theater Aeternam, Luzern
- Anerkennungspreis: C2F – Cybu Richli und Fabienne Burri, visuelle Gestalter, Luzern

2008
- Kunst- und Kulturpreis: Kurt Steinmann, Altphilologe, Reussbühl
- Anerkennungspreis: Verein Frauenstadtrundgang Luzern und Verein UntergRundgang Luzern (gemeinsam)
- Anerkennungspreis: Walter Sigi Arnold, Schauspieler, Sprecher, Regisseur, Luzern

2007
- Kunst- und Kulturpreis: Christoph Rütimann, Künstler, Müllheim/Luzern
- Anerkennungspreis: Ludwig Wicki, Musiker, Luzern
- Anerkennungspreis: Gianni und Flurina Paravicini-Tönz, Buchverleger, Luzern

2006
- Kunst- und Kulturpreis: Peter Baumann, Architekt, Luzern
- Anerkennungspreis: Musikformation KUBUS, Luzern
- Anerkennungspreis: Irina Lorez, Tänzerin, Luzern

2005
- Kunst- und Kulturpreis: Thüring Bräm, Komponist, Dirigent, Musikvermittler
- Anerkennungspreis: Melk Thalmann, Comix-Zeichner, Illustrator, Musiker
- Anerkennungspreis: Luki*ju Theater, Luzern

2004
- Kunst- und Kulturpreis: Monika Günther und Ruedi Schill, Performer, Luzern
- Anerkennungspreis: Hillschwab (Caro Hill und Denise Schwab) Modedesignerinnen, Luzern
- Anerkennungspreis: Duo Lang (Brigitte und Yvonne Lang), Musikerinnen, Luzern

2003
- Kunst- und Kulturpreis: Fredy Studer, Musiker, Luzern
- Kunst- und Kulturpreis: Urs Leimgruber, Musiker, Paris / Luzern
- Kunst- und Kulturpreis: Christy Doran, Musiker, Luzern
- Kunst- und Kulturpreis: Bobby Burri, Musiker, Luzern

2002
- Kunst- und Kulturpreis: Claude Sandoz, Bildender Künstler Luzern
- Anerkennungspreis: Théâtre la Fourmi (Team Armelle Nansenet, Daire O’Dunlaing, André Schürmann)
- Anerkennungspreis: Alex Porter, Zauberer, Magier, Luzern

2001
- Kunst- und Kulturpreis: Beat Wyss, Kunsthistoriker, Kulturwissenschaftler, Stuttgart
- Anerkennungspreis: Mela Meierhans, Komponistin, Basel
- Anerkennungspreis: Reto Ambauen, Theaterschaffender, Luzern

2000
- Kunst- und Kulturpreis: Marianne Kaltenbach, Kochbuchautorin und Gastronomin, St. Niklausen/Luzern
- Anerkennungspreis: Urs Steiner, Theaterschaffender, Luzern/Buttisholz
- Anerkennungspreis: Stefan Banz, Kunstschaffender, Luzern

1999
- Kunst- und Kulturpreis: Irène Wydler, Kunstmalerin; Luzern
- Anerkennungspreis: Jonas Raeber, Animationsfilmer, Luzern
- Anerkennungspreis: Bruno Amstad, Musiker, Luzern

1998
- Kunst- und Kulturpreis: Alois Koch, Organist, Chorleiter und Direktor der Akademie für Schul- und Kirchenmusik, Luzern/Meggen
- Anerkennungspreis: Christina Viragh, Schriftstellerin, Rom
- Anerkennungspreis: Ludwig Oechslin, Wissenschafter und Uhrmacher, Luzern

1997
- Kunst- und Kulturpreis: Hans Eigenheer, Kunstmaler
- Anerkennungspreis: Thomas Hösli, Musiker, Luzern
- Anerkennungspreis: Margrit Annen Anna, Kunstmalerin, Luzern
- Anerkennungspreis: Livio Andreina und Anna Maria Glaudemans Andreina

1996
- Kunst- und Kulturpreis: Rudolf Blättler, Bildhauer, Luzern
- Anerkennungspreis: Eva Zwimpfer, Objektkünstlerin und Malerin, Luzern
- Anerkennungspreis: Dietrich Wiederkehr, Theologe, Luzern

1995
- Kunst- und Kulturpreis: Heinz Stalder, Schriftsteller, Kriens
- Anerkennungspreis: Lisa Bachmann, Theaterpädagogin, Luzern
- Anerkennungspreis: Marie-Theres Amici, Künstlerin, Luzern

1994
- Kunst- und Kulturpreis: Otto Pfeifer, Fotograf, Luzern/Udligenswil
- Anerkennungspreis: Otto Lehmann, Kunstmaler, Luzern
- Anerkennungspreis: Thomas Imbach, Filmemacher, Zürich
- Anerkennungspreis: Anna-Katharina Graf, Musikerin, Zürich

1993
- Kunst- und Kulturpreis: Alfred Muff, Opernsänger, Adligenswil
- Anerkennungspreis: Marcel Konrad, Schriftsteller, Luzern
- Anerkennungspreis: Rolf Engler, Bühnenbildner/Filmarchitekt, Luzern

1992
- Kunst- und Kulturpreis: Godi Hirschi, Kunstmaler, Root
- Anerkennungspreis: Barbara Jäggi, Künstlerin, Luzern
- Anerkennungspreis: Edwin Beeler, Filmschaffender, Luzern

1991
- Kunst- und Kulturpreis: Kuno Raeber, Schriftsteller, München/Luzern
- Anerkennungspreis: Christoph Rütimann, Kunstschaffender, Luzern

1990
- Kunst- und Kulturpreis: Ernst Schurtenberger, Kunstmaler, Allentsteig/Luzern
- Anerkennungspreis: Leo Walz, Kunstmaler, Luzern
- Anerkennungspreis: Fredy Studer, Perkussionist/Schlagzeuger, Luzern

1989
- Kunst- und Kulturpreis: Hansruedi Willisegger, Musiker, Musikpädagoge und Komponist, Emmen
- Anerkennungspreis: Rolf Winnewisser, Kunstmaler, Luzern/Paris

1988
- Kunst- und Kulturpreis: Irma Ineichen, Kunstmalerin, Luzern
- Anerkennungspreis: Peter Sigrist, Komponist, Musiker und Musikpädagoge, Kriens

1987
- Kunst- und Kulturpreis: Aldo Walker, Kunstmaler, Luzern
- Kunst- und Kulturpreis: Peter Benary, Dr., Komponist, Luzern
- Anerkennungspreis: Erich Langjahr, Filmschaffender, Root

1986
- Kunst- und Kulturpreis: Paul Stöckli, Kunstmaler, Stans
- Anerkennungspreis: Bruno Murer, Kunstmaler und Bildhauer, Kriens
- Anerkennungspreis: Peter Leisegang, Cellist, Luzern

1985
- Kunst- und Kulturpreis: Caspar Diethelm, Komponist, Luzern
- Kunst- und Kulturpreis: Rico Baltensweiler, Designer, Ebikon
- Anerkennungspreis: Patrizio Mazzola, Pianist, Kriens
- Anerkennungspreis: Romuland Etter, Kunstmaler, Luzern

1984
- Kunst- und Kulturpreis: Robert Wyss, Holzschneider und Grafiker, Adligenswil
- Kunst- und Kulturpreis: Anton Egloff, Bildhauer, Luzern
- Anerkennungspreis: Christoph Staerkle, «Pantonlino», Pantomime, Pfaffhausen

1983
- Kunst- und Kulturpreis: Clara Wirz, Sängerin, Luzern
- Anerkennungspreis: Peter Roesch, Kunstmaler, Luzern
- Anerkennungspreis: René Büchi, Bildhauer, Kriens

1982
- Kunst- und Kulturpreis: Hans Schärer, Kunstmaler, St. Niklausen
- Anerkennungspreis: Grazia Wendling, Pianistin, Adligenswil
- Anerkennungspreis: Franz Wanner, Plastiker und Kunstmaler, Luzern/Wien
- Anerkennungspreis: Suzie E. Maeder, Fotografin, London

1981
- Kunst- und Kulturpreis: Hubert Harry, Pianist, Luzern
- Anerkennungspreis: Irène Wydler, Kunstmalerin, Luzern
- Anerkennungspreis: Mani Planzer, Komponist für Jazzmusik, Meierskappel

1980
- Kunst- und Kulturpreis: Charles Wyrsch, Kunstmaler, Kriens
- Kunst- und Kulturpreis: Josefine Troller, Kunstmalerin, Luzern
- Anerkennungspreis: Alfred Knüsel, Cellist, Basel
- Anerkennungspreis: Andreas Gehr, Bildhauer, Luzern
- Anerkennungspreis: Angelo Burri, Filmemacher und Zeichner, Horw

1979
nicht vergeben
1978
- Kunst- und Kulturpreis: Edith Mathis, Opernsängerin, Weinfelden
- Anerkennungspreis: Ruedi Weber, Bildhauer, Luzern
- Anerkennungspreis: Dominik Brun, Schriftsteller, Engelberg
- Anerkennungspreis: Hansruedi Ambauen, Radierer, Luzern

1977
- Kunst- und Kulturpreis: Rolf Brem, Bildhauer, Luzern
- Anerkennungspreis: Adolf Winiger, Schriftsteller, Reussbühl
- Anerkennungspreis: Jazzgruppe OM, Luzern

1976
- Kunst- und Kulturpreis: Guido Fässler, Musikdirektor, Luzern
- Anerkennungspreis: Peter Ryser, Kunstmaler, Luzern
- Anerkennungspreis: Ernst Buchwalder, Kunstmaler, Luzern

1975
nicht vergeben
1974
- Kunst- und Kulturpreis: Adolf Herbst, Kunstmaler, Zürich
- Anerkennungspreis: Heinz Stalder, Schriftsteller, Kriens
- Anerkennungspreis: Roman Hollenstein, Filmregisseur, Zürich

1973
- Anerkennungspreis: Irma Ineichen, Kunstmalerin, Luzern
- Anerkennungspreis: Sylvia Caduff, Dirigentin und Musikpädagogin, Luzern

1972
- Kunst- und Kulturpreis: Josef Elias, Seminarlehrer, Zürich
- Anerkennungspreis: Hansruedi Willisegger, Komponist und Musikpädagoge, Emmenbrücke
- Anerkennungspreis: Anton Egloff, Bildhauer, Luzern

1971
nicht vergeben
1970
- Kunst- und Kulturpreis: Franco Annoni, Bildhauer, Luzern
- Anerkennungspreis: Emil Steinberger, Kabarettist, Luzern

1969
- Kunst- und Kulturpreis: Herbert von Karajan, Dirigent

1968
- Kunst- und Kulturpreis: Fritz Hug, Bildhauer und Kunstmaler, Gentilino
- Kunst- und Kulturpreis: Roland Duss, Bildhauer, Luzern
- Anerkennungspreis: Anton Buob, Kunstmaler und Grafiker, Paris

1967
- Kunst- und Kulturpreis: Hans Erni, Kunstmaler, Luzern
- Anerkennungspreis: Rudolf Limacher, Bildhauer, Luzern (gestorben 2005)

1966
- Kunst- und Kulturpreis: Max von Moos, Kunstmaler, Luzern
- Anerkennungspreis: Erwin Schürch, Kunstmaler, Luzern

1965
- Musikpreis: Albert Jenny, Komponist, Luzern
- Anerkennungspreis: Charles Wyrsch, Kunstmaler, Luzern

1964
- Literaturpreis: Kuno Müller, Luzern
- Anerkennungspreis: Rolf Luethi, Bildhauer, Luzern

1963
- Kunst- und Kulturpreis: Alfred Sidler, Kunstmaler, Luzern
- Anerkennungspreis: Silvia Valentin, Kunstweberin, Luzern

1962
- Kunst- und Kulturpreis: Werner Hartmann, Kunstmaler, Paris
- Anerkennungspreis: Werner Hofmann, Grafiker, Luzern

1961
- Kunst- und Kulturpreis: Margrit Winter, Schauspielerin, Zürich
- Anerkennungspreis: Hans Leopold Davi, Schriftsteller, Luzern

1960
- Literaturpreis: Adolf Reinle, kantonaler Denkmalpfleger, Kriens
- Anerkennungspreis: Leopold Haefliger, Kunstmaler, Luzern

1959
- Kunst- und Kulturpreis: Alfred Schmidiger, Kunstmaler, Luzern
- Anerkennungspreis: Roland Beetschen, Bildhauer, Luzern

1958
- Musikpreis: Fritz Brun, Komponist, Morcote
- Anerkennungspreis: Hans Schärer, Kunstmaler, Luzern

1957
- Kunst- und Kulturpreis: August Blaesi, Bildhauer, Luzern
- Anerkennungspreis: Robert Wyss, Grafiker, Luzern
- Anerkennungspreis: Rolf Brem, Bildhauer, Luzern

1956
- Musikpreis: Johann Baptist Hilber, Musikdirektor
- Anerkennungspreis: Rolf Meyerlist, Kunstmaler, Luzern/Florenz

1955
- Literaturpreis: Cécile Lauber, Schriftstellerin, Luzern
- Anerkennungspreis: Franco Annoni, Bildhauer, Luzern